# Alchimie (Prison Break)
Alchimie est le quatrième épisode du feuilleton télévisé Prison Break.

## Résumé
Michael est bien embêté : le détenu qui partage sa cellule l’empêche de mener son plan à bien. Ce dernier étant psychologiquement instable, Michael ne peut prendre le risque de l’impliquer dans ses projets. Un seul moyen : éliminer le problème de toute urgence ! D’autant plus que ce prisonnier commence à s’intéresser d’un peu trop près à son tatouage… Veronica décide de représenter Lincoln et de s’investir totalement dans ce dossier.

### Chronologie
- Cet épisode se déroule les 18, 19, 20 et 21 avril.

### Culture
- La chanson que chante Sucre pour faire du bruit est "Eres tú" du groupe espagnol Mocedades. En 1973, elle est arrivée deuxième au Concours Eurovision de la chanson.

### Divers
- Les mots du titre original "Cute Poison" sont tatoués sur le corps de Michael. Ils figuraient également sur le mur où il avait accroché tous les éléments nécessaires à son plan. "Cute Poison" est un terme inventé par Michael pour dissimuler sa formule magique. Cu et so désigne du sulfate de cuivre de formule CuSO4 (présent dans les fongicides pour nettoyer les canalisations) et po désigne de l'acide phosphorique de formule H3PO4 (présent dans les nettoyants industriels pour maçonnerie et qui réagit violemment au contact des sulfates). Ces deux produits mélangés deviennent corrosifs. Au début de l'épisode, on voit Michael noter au feutre rouge les mots "cute poison" sur une équation chimique, la réaction décrite est l'attaque du phosphate de calcium, noté Ca3(PO4)2, par l'acide sulfurique H2SO4, permettant d'obtenir de l'acide phosphorique H3PO4 et du sulfate de calcium dihydraté CaSO4-2H2O (du gypse).

- Sucre rejoint l'équipe d'évasion, ils sont désormais 4.